# Філ Бесслер
Філ Бесслер (англ. Phil Bessler, нар. 9 грудня 1913, Мелвілл — пом. 13 лютого 1995) — канадський хокеїст, що грав на позиції крайнього нападника.

## Ігрова кар'єра
Професійну хокейну кар'єру розпочав 1935 року.
Протягом професійної клубної ігрової кар'єри, що тривала 8 років, захищав кольори команд «Бостон Брюїнс»,  «Детройт Ред-Вінгс» та «Чикаго Блек Гокс».
Загалом в НХЛ провів 31 матч набрав 5 очок (1+4).